# Lądowisko Władysławowo
Lądowisko Władysławowo – lądowisko we Władysławowie, położone w województwie pomorskim, Należy do firmy General Aviation Services Sp. z o.o.
Lądowisko powstało w 2014, figuruje w ewidencji lądowisk Urzędu Lotnictwa Cywilnego.  
Dysponuje trawiastą drogą startową o długości 500 m.